# Ouro (série de televisão)
Ouro é uma série televisiva francesa em dezasseis episódios de 52 minutos criada por Fabien Nury, transmitida entre 23 de Janeiro de 2017 e 15 de outubro de 2018 no Canal+.
Em Portugal, a série foi exibida no AMC.

## Sinopse
Temporada 1: Vincent Ogier, estudante da Ecole Nationale Supérieure des Mines em Paris, é enviado à Guiana para um estágio de dez meses na floresta para prospecção de ouro, com o seu supervisor de estágio Merlot, em benefício da empresa Cayenne-Or. Merlot descobre um local muito promissor e decide vender as coordenadas a Serra, um famoso caïd de ouro da Guiana, para garantir uma vida tranquila, pois sofre de um cancro incurável. Mas nem tudo vai correr como planeado e o jovem Vincent vai então ver-se mergulhado no tumulto da exploração ilegal do ouro, descobrindo assim uma dura realidade...
Temporada 2: Vincent Ogier, estudante de geologia, treina Serra na operação da mítica mina Sarah Bernhardt. Ele tornar-se-á um verdadeiro aventureiro, no coração da floresta da Guiana, sob a segurança de Antoine Serra, o padrinho do ouro interpretado por Olivier Rabourdin. Há ouro. Muito ouro. Mas como dispor dela? O aluno ultrapassou o mestre e Vincent está pronto para forjar alianças improváveis com traficantes locais, brasileiros, surinamenses ou guianeses. Mas a mina fica no território sagrado dos indígenos Wayana que vão revoltar-se. A oportunidade de Vincent descobrir um mundo ignorado que luta pela sua sobrevivência.

## Ficha de dados técnicos
- Título original: Guyane
- Título em Portugal: Ouro
- Director: Kim Chapiron, Philippe Triboit, Fabien Nury (temporada 1), Julien Despaux, Jérôme Cornuau e Olivier Panchot (temporada 2)
- Argumento: Fabien Nury, com a colaboração de Sabine Dabadie e Frédérik Folkeringa (temporada 1), Pierre Leccia e Didier Lacoste (temporada 2)
- Produtor: Bénédicte Lesage, Ariel Askénazi para a Mascaret Films
- Director de Produção: David Mitnik (ep. 1 a 4), André Bouvard (ep. 5 a 8)
- Produtor Executivo: Didier Hoarau
- Compositor: "Quarantine" (ép. 1 a 4), "Stéphane Le Gouvello" (ép. 5 a 8), "Thomas Couzinier" (temporada 2), Frédéric Kooshmanian (temporada 2)
- Engenheiro de som: Arnaud Lavalaix (ep. 1 a 4) e Frédéric de Ravignan (ep. 5 a 8)
- Director de fotografia: Sofian El Fani (ep. 1 a 4), Emmanuel de Fleury (ep. 5 a 7), Stéphane Martin (ep. 8)
- Director de Fundição: Marc Barrat, Réjane Gay, Gigi Akoka, Hervé Jakubowicz, Swan Pham, Annette Trumel, Béatrice Saorin
- Repetidor: Ricky Tribord
- Pós-Produção: Deflight
- Emissora: Canal+
- Distribuição França : Studiocanal, Mascaret Films
- Distribuição internacional: Newen
- País: França
- Género: Aventura
- Duração: 52 minutos
- Classificação: Proibido a crianças com menos de 10 anos de idade
- Classificação: Portugal: M/16